# Hypercoaster

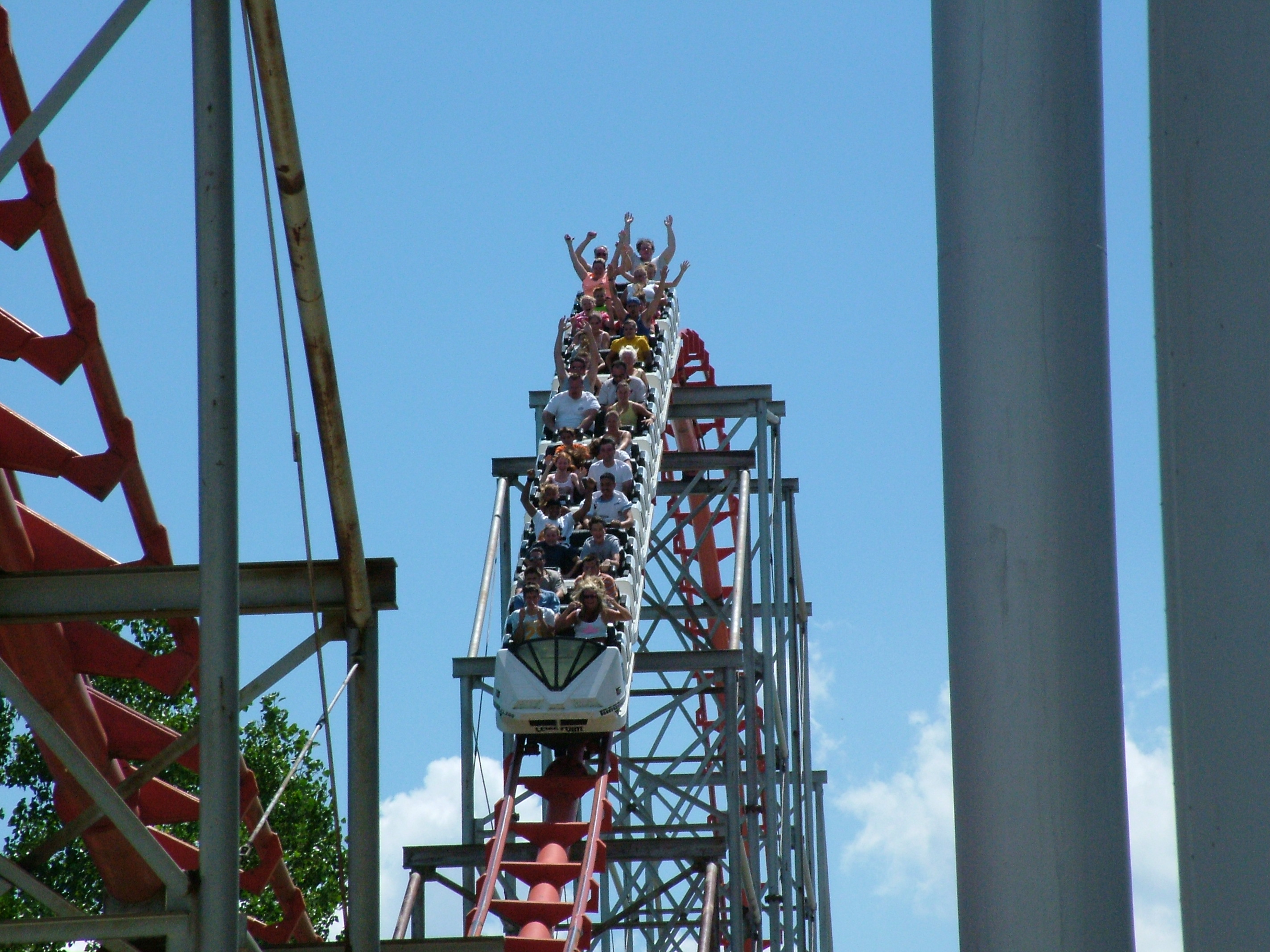
Magnum XL-200, la primera hypercoaster.

Una hypercoaster es un tipo de montaña rusa, cuyas características son: ser una montaña rusa de circuito completo (no ser de tipo shuttle), cuya altura es mayor a 61 metros (200 pies), con ninguna inversión por lo general, ascender por una subida mediante cadena o cable y no mediante un lanzamiento.
La primera montaña de este tipo es llamada Magnum XL-200; se encuentra en el parque de atracciones Cedar Point, en Sandusky, Ohio, Estados Unidos.

## Historia
La primera hypercoaster en el mundo fue Magnum XL-200 en Cedar Point, que costó ocho millones de dólares. Cedar Point eligió a la empresa Arrow Dynamics para diseñar y construir la montaña rusa. Durante ese tiempo fue conocida como la montaña rusa más rápida, más alta y más extrema. El 6 de mayo de 1989, Magnum XL-200 abrió. Desde su debut, Magnum XL-200 ha atendido a más de 36 millones de personas. Cedar Point dice en su blog oficial que después de construir la atracción, «la discusión se centró en lo que es una montaña rusa, como Magnum debe ser llamada. Después de todo, no tenía inversiones como la mayoría de las montañas rusas de acero grandes de la época, y era mucho más grande y más rápida que sus hermanos sin inversiones. Después de un par de años, el nombre elegido fue hypercoaster».

## Descripción
Las hypercoasters alcanzan una alta velocidad y por lo general superan los 100 km/h debido a la gran caída. La mayoría tienen una gran subida para que al caer obtenga más velocidad; la caída inicial es la que permite que siga el recorrido, ya que es tal la velocidad que consigue que no parará hasta perder todo su impulso, lo cual es difícil, ya que más adelante hay más subidas, aunque más pequeñas, debido a que si fuesen más grandes el tren no podría subir. Algunos ejemplos de hypercoasters son: Shambhala, en PortAventura Park, Silver Star, en Europa-Park; Magnum XL-200 (primera hypercoaster), en Cedar Point; Superman the Ride, en Six Flags New England; y Nitro, en Six Flags Great Adventure.